# Лягушка Бедряги
Лягушка Бедряги (Pelophylax bedriagae) — вид зелёных лягушек. Обитает в Малой Азии, на Ближнем Востоке от Турции до Египта и в южном Закавказье (Армения). Таксон описан итальянским зоологом Лоренцо Камерано в 1882 году. Назван в честь герпетолога Российской империи Якова Владимировича Бедряги.
При филогеографическом анализе зелёных лягушек восточного Средиземноморья выделено шесть основных гаплогрупп. Галлогруппа MHG2 соответствует лягушке Бедряги, а галлогруппа MHG3 — кипрской лягушке (Pelophylax cypriensis Plötner et al., 2012), эндемику Кипра. Время разделения галлогрупп MHG2 и MHG3 связывают с геологическими событиями миоцена-плиоцена, происходившими в период Мессинского кризиса солёности. Выделено пять различных аллельных групп при изучении гена сывороточного альбумина ядерной ДНК. Аллельная группа MAG4 включает лягушку Бедряги.
Южная граница основного ареала проходит на Ближнем Востоке (Израиль и сектор Газа). Занимает вместе с зелёной жабой (Bufotes viridis) высоты между 1600—3000 м на юго-западе Аравийского полуострова. В настоящее время обитает на севере африканской части Египта (Синайский полуостров), главным образом в районе дельты Нила. Первые достоверные находки лягушки Бедряги здесь относятся к концу 1980-х годов и представляют собой пример «фаунистического загрязнения», которое подчас может затуманивать картину истинного распространения видов в природе. В 2008—2009 годах лягушка Бедряги также найдена на берегу Суэцкого канала близ города Исмаилия в нескольких водоёмах, которые не существовали ещё 30 лет назад. Сюда данный вид мог попасть по Исмаилийскому каналу, отходящему от Нила немного севернее Каира. Существуют два объяснения нынешнего распространения лягушки Бедряги в Египте. Лягушки могли быть завезены (случайно или преднамерено), а потом расселиться, используя сеть водоёмов. Либо, обитание вида в африканской части Египта — результат современного расширения его ареала на запад через Синайский полуостров.